# Marije ten Brinke
Marije ten Brinke (Enter, 19 april 2004) is een Nederlands volleybalspeelster. Ten Brinke kwam in Nederland uit voor VV Apollo 8. Sinds 2024 komt ze uit voor het Duitse USC Münster.

## Carrière
Ten Brinke begon met volleyballen bij de volleybalclub VV Apollo 8 uit Borne. In 2020 maakte ze op vijftienjarige leeftijd de overstap van het tweede naar het eerste team van de Twentse volleybalclub. In haar tweede en derde seizoen kampte Ten Brinke meermaals met blessureleed waardoor ze lang moest revalideren. Ook miste ze het WK met Jong Oranje. In april 2024 werd Ten Brinke opgenomen op de longlist van de Nederlandse volleybalploeg voor de Nations League, waarmee Nederland zich kon plaatsen voor de Olympische Spelen. Twee maanden later verliet Ten Brinke Apollo 8 voor een overstap naar het Duitse USC Münster.